# Литл Фолс (Њујорк)
Литл Фолс (енгл. Little Falls) град је у америчкој савезној држави Њујорк. По попису становништва из 2010. у њему је живело 4.946 становника.

## Демографија
Према попису становништва из 2010. у граду је живело 4.946 становника, што је 242 (4,7%) становника мање него 2000. године.
| Група             | 2000.         | 2010.         |
| Белци             | 5.057 (97,5%) | 4.738 (95,8%) |
| Афроамериканци    | 15 (0,3%)     | 31 (0,6%)     |
| Азијати           | 30 (0,6%)     | 25 (0,5%)     |
| Хиспаноамериканци | 28 (0,5%)     | 71 (1,4%)     |
| Укупно            | 5.188         | 4.946         |